# Olympische Sommerspiele 2016/Teilnehmer (Palästina)
| Gelbes Symbol für Goldmedaillen mit stilisierten Olympischen Ringen | Graues Symbol für Silbermedaillen mit stilisierten Olympischen Ringen | Braundes Symbol für Bronzemedaillen mit stilisierten Olympischen Ringen |
| ------------------------------------------------------------------- | --------------------------------------------------------------------- | ----------------------------------------------------------------------- |
| —                                                                   | —                                                                     | —                                                                       |

Palästina nahm an den Olympischen Spielen 2016 in Rio de Janeiro teil. Es war die insgesamt sechste Teilnahme an Olympischen Sommerspielen. Vom Palästinensischen Olympischen Komitee wurden sechs Athleten in vier Sportarten nominiert.
Fahnenträgerin bei der Eröffnungsfeier war die Marathonläuferin Mayada Al-Sayad.

## Teilnehmer nach Sportarten

### Judo
| Athleten     | Wettbewerb | 1. Runde | 1. Runde   | 2. Runde                                 | 2. Runde                                 | Viertelfinale                            | Viertelfinale                            | Halbfinale / Trostrunde                  | Halbfinale / Trostrunde                  | Finale / Platz 3                         | Finale / Platz 3                         | Rang                                     |
| Athleten     | Wettbewerb | Gegner   | Ergebnis   | Gegner                                   | Ergebnis                                 | Gegner                                   | Ergebnis                                 | Gegner                                   | Ergebnis                                 | Gegner                                   | Ergebnis                                 | Rang                                     |
| ------------ | ---------- | -------- | ---------- | ---------------------------------------- | ---------------------------------------- | ---------------------------------------- | ---------------------------------------- | ---------------------------------------- | ---------------------------------------- | ---------------------------------------- | ---------------------------------------- | ---------------------------------------- |
| Männer       |            |          |            |                                          |                                          |                                          |                                          |                                          |                                          |                                          |                                          |                                          |
| Simon Yacoub | bis 60 kg  | W. Khyar | 000H:100s0 | ausgeschieden in der Qualifikationsrunde | ausgeschieden in der Qualifikationsrunde | ausgeschieden in der Qualifikationsrunde | ausgeschieden in der Qualifikationsrunde | ausgeschieden in der Qualifikationsrunde | ausgeschieden in der Qualifikationsrunde | ausgeschieden in der Qualifikationsrunde | ausgeschieden in der Qualifikationsrunde | ausgeschieden in der Qualifikationsrunde |

### Leichtathletik
Laufen und Gehen 
| Athleten             | Wettbewerb | Runde 1 | Runde 1 | Viertelfinale | Viertelfinale | Halbfinale    | Halbfinale    | Finale        | Finale        | Rang |
| Athleten             | Wettbewerb | Zeit    | Rang    | Zeit          | Rang          | Zeit          | Rang          | Zeit          | Rang          | Rang |
| -------------------- | ---------- | ------- | ------- | ------------- | ------------- | ------------- | ------------- | ------------- | ------------- | ---- |
| Frauen               |            |         |         |               |               |               |               |               |               |      |
| Mayada Al-Sayad      | Marathon   | –       | –       | –             | –             | –             | –             | 2:42:28 h     | 67            | 67   |
| Männer               |            |         |         |               |               |               |               |               |               |      |
| Mohammed Abu Khoussa | 100 m      | 10,82 s | 6       | 11,89 s       | 69            | ausgeschieden | ausgeschieden | ausgeschieden | ausgeschieden | 69   |

### Reiten
Für Palästina sicherte der Dressurreiter Christian Zimmermann einen Startplatz, für den er dann auch nominiert wurde.
| Dressur                         |            |            |            |         |      |
| Athleten                        | Wettbewerb | Prozent    | Prozent    | Prozent | Rang |
| Athleten                        | Wettbewerb | Grand Prix | GP Spécial | GP Kür  | Rang |
| Christian Zimmermann mit Aramis | Einzel     | 63,271     | –          | –       | 57   |

### Schwimmen
| Athleten       | Wettbewerb     | Vorlauf     | Vorlauf | Halbfinale    | Halbfinale    | Finale        | Finale        | Rang |
| Athleten       | Wettbewerb     | Zeit        | Rang    | Zeit          | Rang          | Zeit          | Rang          | Rang |
| -------------- | -------------- | ----------- | ------- | ------------- | ------------- | ------------- | ------------- | ---- |
| Frauen         |                |             |         |               |               |               |               |      |
| Mary Al-Atrash | 50 m Freistil  | 28,76 s     | 62      | ausgeschieden | ausgeschieden | ausgeschieden | ausgeschieden | 62   |
| Männer         |                |             |         |               |               |               |               |      |
| Ahmed Gebrel   | 200 m Freistil | 1:59,71 min | 47      | ausgeschieden | ausgeschieden | ausgeschieden | ausgeschieden | 47   |